# Véronique Potvin
Pour les articles homonymes, voir Potvin.
Véronique Potvin est une altiste canadienne.
Elle a été membre de l’Orchestre symphonique de Winnipeg  et depuis 1997, elle joue au sein de l’Orchestre symphonique de Montréal  et de l’Orchestre du Centre national des arts à Ottawa. Elle a reçu sa formation à l’Université McGill et au Cleveland Institute of Music, elle s’intéresse activement à la musique de chambre ainsi qu’à la musique pop, participant entre autres à des albums, spectacles et tournées de Céline Dion, le Cirque du Soleil, Marie-Denise Pelletier, Richard Cocciante, Lynda Lemay et Gino Vannelli.